# INGKA Holding
INGKA Holding B.V. es una sociedad gestora con sede en Leiden, Países Bajos. Es el holding que controla 367 tiendas de las 422 de IKEA en 2018. La compañía es propiedad de la Fundación Stichting INGKA .

## Franquicia y marca IKEA
INGKA Holding no es propietaria de la franquicia y la marca comercial de IKEA; estos son propiedad de Inter IKEA Systems en Delft, también en los Países Bajos, que recibe el 3% de todos los ingresos de IKEA en regalías. Inter IKEA Systems es propiedad de Inter IKEA Holding, registrada en Luxemburgo, que está controlada, a su vez, por la Fundación Interogo, una fundación de Liechtenstein que también cuenta con el apoyo de la familia Kamprad (por un valor de $ 15 mil millones).

## Otras inversiones
En septiembre de 2019, INGKA adquirió una participación del 80% en siete parques eólicos en Rumanía, adquiridos al fabricante danés de turbinas eólicas Vestas. Se dice que pagaron 150,9 millones de dólares a la empresa danesa a través de su unidad de inversión.